# Красиков, Александр Васильевич
Алекса́ндр Васи́льевич Кра́сиков (21 августа 1907, Красный Яр, Томская губерния — 8 декабря 1943, Гомельская область) — капитан Рабоче-крестьянской Красной Армии, участник Великой Отечественной войны, Герой Советского Союза (1944).

## Биография
Александр Красиков родился 21 августа 1907 года в селе Красный Яр (ныне — Ордынский район Новосибирской области). После окончания семи классов школы работал в лесоустроительной рабочей партии. В 1929 году Красиков был призван на службу в Рабоче-крестьянскую Красную Армию. В 1937 году он окончил Харьковскую пограншколу НКВД СССР. С декабря 1941 года — на фронтах Великой Отечественной войны. В 1942 году Красиков окончил спецкурс Военной академии имени Фрунзе. К сентябрю 1943 года гвардии капитан Александр Красиков был начальником штаба 62-го гвардейского кавалерийского полка 16-й гвардейской кавалерийской дивизии 7-го гвардейского кавалерийского корпуса 61-й армии Центрального фронта. Отличился во время освобождения Украинской ССР.
19 сентября 1943 года головной отряд полка во главе с Красиковым успешно разведал брод через реку Снов и, переправившись через неё, без потерь со своей стороны освободил село Клочково Черниговского района Черниговской области Украинской ССР, нанеся противнику большие потери в живой силе и боевой технике. В ночь с 27 на 28 сентября 1943 года полк Красикова успешно переправился через Днепр в районе деревни Нивки Брагинского района Гомельской области Белорусской ССР и захватил плацдарм на его западном берегу. 8 декабря 1943 года Красиков погиб в бою. Похоронен в городе Речица Гомельской области Белоруссии.

## Награды и звания
Указом Президиума Верховного Совета СССР «О присвоении звания Героя Советского Союза генералам, офицерскому, сержантскому и рядовому составу Красной Армии» от 15 января 1944 года за «образцовое выполнение боевых заданий командования на фронте борьбы с немецкими захватчиками и проявленными при этом отвагу и геройство» гвардии капитан Александр Красиков посмертно был удостоен высокого звания Героя Советского Союза. Также был награждён орденами Ленина и Красного Знамени.

## Память
В честь Красикова названа улица в Речице и установлен бюст в Ордынском.